# 로마 개선식

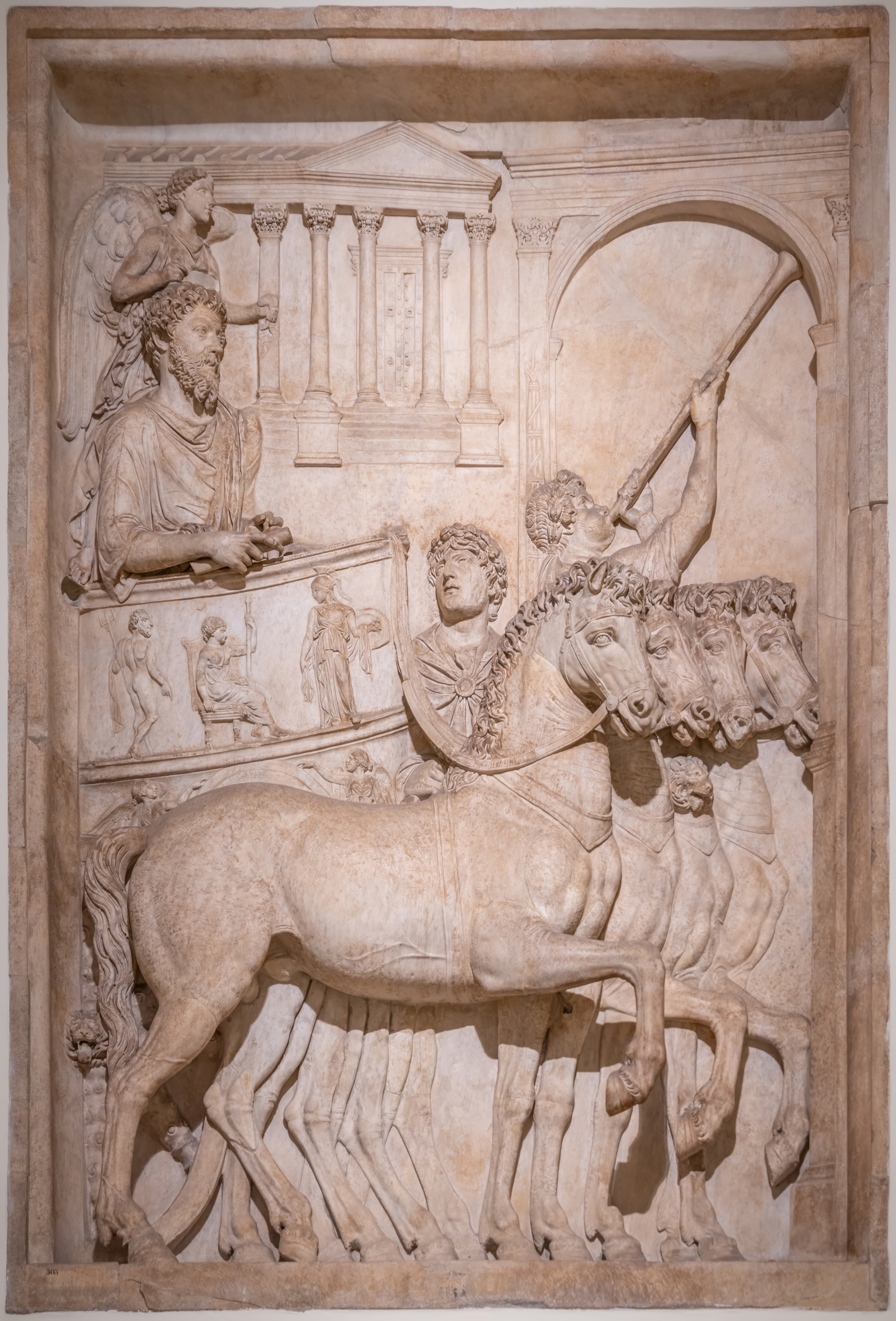
마르쿠스 아우렐리우스 황제의 승리를 표현한 부조; 날개 달린 제니우스가 머리 위를 맴돌고 있다.

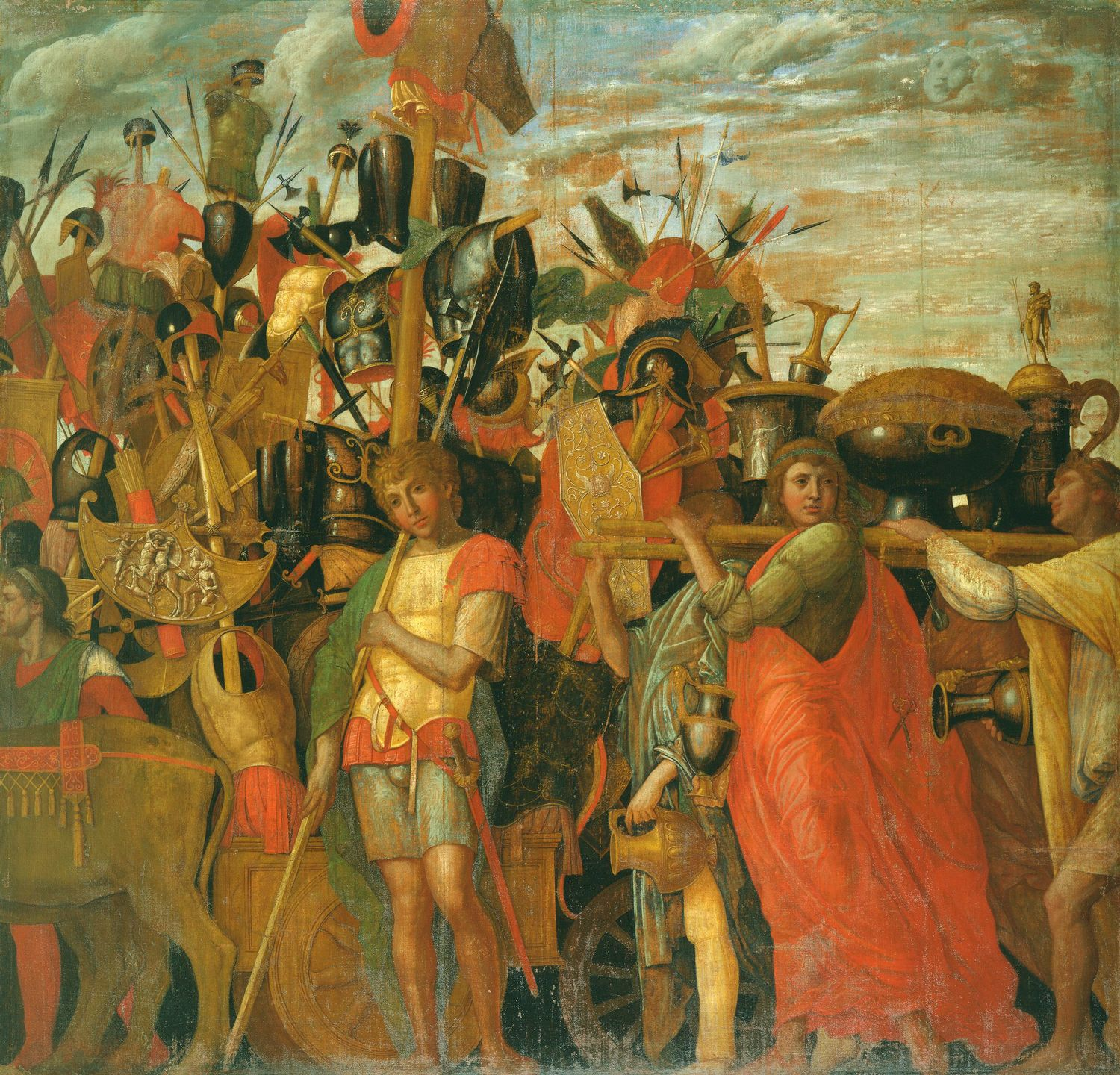
시저의 개선식에서 나온 장면 by 안드레아 만테냐 (1482–94, 현재 영국 왕실 컬렉션)

로마 개선식(라틴어: triumphus)은 고대 로마의 시민의례이자, 종교의식이다. 국가에 봉사하거나 일부 역사적 전통에서 외국 원정을 성공적으로 마쳐 로마 군대를 승리로 이끈 군사령관의 성공을 공개적으로 축하하고, 거룩하게 하기 위해 열렸다.
개선식 날, 장군은 월계관과 황금에 가까운 전체 보라색, 금으로 수놓은 승리의 토가 픽타(‘칠한’ 토가)를 착용했는데, 이는 그를 신에 가깝거나, 왕에 가까웠다는 것을 나타내는 특권(레갈리아)이었다. 어떤 기록에서는 그의 얼굴이 붉게 칠해졌는데, 아마도 로마에서 가장 높고 가장 강력한 신인 주피터를 본떠서였을 것이다. 장군은 자신의 군대, 포로, 그리고 전쟁의 전리품과 함께 비무장 행렬로 로마의 거리를 사두마차를 타고 다녔다. 카피톨리노 언덕에 있는 주피터 신전에서 그는 제물과 승리의 증표를 주피터 신에게 바쳤다.
공화국 전통에서는 원로원만이 승리를 인정할 수 있었다. 이 영예의 기원과 발전은 불분명했다. 로마 역사가들은 신화적인 과거에 최초의 개선식을 위치시켰다. 공화주의 도덕은 장군이 로마의 원로원, 국민, 신을 대신하여 승리한 필멸의 시민으로서 위엄있는 겸손으로 행동할 것을 요구했다. 필연적으로 승리는 종교적, 군사적 차원 외에도 자기 홍보를 위한 일반적이고, 특별한 기회를 제공했다. 대부분의 승리 축하 행사에는 로마 대중을 위한 다양한 인기 게임과 오락이 포함되었다.
대부분의 로마 축제는 특정 신에 대한 숭배와 관련된 경기 행사였다. 개선 행렬은 주피터의 신전에서 절정에 달했지만, 행렬 자체와 그에 따른 잔치, 공개 게임 등은 장군의 위상과 업적을 드높였다. 후기 공화정 시대에 이르러 로마의 초기 제국을 운영한 군사-정치적 모험가들 사이의 경쟁이 치열해짐에 따라 개선식이 거세지고, 화려해졌다. 일부 개선식에서는 며칠간의 공개 게임과 오락으로 인해 연장되었다. 원수정 이후로, 개선식은 황실의 질서와 황실의 탁월함을 반영했다. 중세 이후 국가들은 의식적으로 왕실 입장과 기타 의식 행사에 로마 개선식을 모방했다.

## 같이 보기
- 황제들의 포룸
- 개선문